# Chicago Temple Building
El Chicago Temple Building es un rascacielos de 173 metros de altura situado en el 77 W. Washington Street de Chicago (Estados Unidos) que alberga la congregación de la Primera Iglesia Metodista de Chicago. Se completó en 1924 y tiene 23 plantas dedicadas a oficinas y usos religiosos. Es la iglesia más alta del mundo por distancia desde la entrada de la iglesia a la cima de su aguja o chapitel, aunque si se exige que el uso del edificio sea total o casi totalmente religioso, entonces la iglesia más alta del mundo es la iglesia mayor de Ulm, Alemania con 160 metros de altura.
Esta congregación se fundó en 1831 y en 1834 construyó una cabaña de madera en la orilla norte del río Chicago. En 1838, trasladó la cabaña al otro lado del río, a la esquina de Washington Street y Clark Street. El edificio actual se construyó tras un debate dentro de la congregación sobre si la iglesia debía seguir en el centro de Chicago o vender su valiosa propiedad y trasladarse a los suburbios, en rápido crecimiento.
Fue el edificio más alto de Chicago desde 1924 hasta 1930, cuando fue superado por el Chicago Board of Trade Building. Este título incluía la altura del chapitel con el que superaba al 35 East Wacker construido en 1927.
El edificio tiene una estructura de acero y está revestido con caliza. Fue diseñado en estilo neogótico por el estudio de Holabird & Roche. Durante su proyecto y construcción, el edificio se llamaba City Temple, sin embargo cuando se finalizó, su nombre se cambió a Chicago Temple.
El edificio contiene tres santuarios:
- El Santuario 1, situado en la planta baja, tiene cuatro plantas de altura y asientos para mil personas.
- El Santuario 2, también llamado Dixon Chapel ("Capilla Dixon"), situado en la segunda planta.
- El Santuario 3, también llamado Sky Chapel ("Capilla del Cielo"), es el más pequeño de los tres, está situado en la base del chapitel y tiene capacidad para treinta personas.

La Sky Chapel se creó en 1952 como regalo de la familia Walgreen en memoria de Charles Walgreen, fundador de la cadena de farmacias que lleva su nombre. A 120 metros de altura, se considera el espacio de culto más alto del mundo y tiene dieciséis vidrieras, que representan cuatro escenas del Antiguo Testamento, cuatro de la vida de Jesús, cuatro de la historia de la iglesia cristiana en el Viejo Mundo, y las últimas cuatro de la iglesia en el Nuevo Mundo. El altar mayor de madera tallada representa a Jesús mirando a la ciudad de Chicago (en concreto una vista desde la cima del edificio en 1952), que hace un paralelismo con la parte delantera del altar del santuario, que muestra a Jesús mirando Jerusalén desde arriba.
Las plantas de la 5 a la 21 del edificio son oficinas de alquiler. Además, contiene una vivienda en las tres plantas del chapitel, justo debajo de la Sky Chapel, usada por el pastor principal de la iglesia metodista como rectoría. La sexta planta del edificio albergaba antiguamente la oficina del famoso abogado Clarence Darrow.
Una versión ficticia del edificio es uno de los escenarios en los que se desarrolla de la serie de detectives Father Randollph de Charles Merrill Smith, en la que el personaje que da nombre a la serie es el pastor principal que vive en la rectoría del rascacielos.
El edificio se sitúa en la esquina sudeste de Clark Street y Washington Street, al otro lado del Richard J. Daley Center, que alberga oficinas de los juzgados de la ciudad de Chicago y el Condado de Cook y el Chicago Picasso. Debido a su proximidad a estos juzgados, la mayoría de los inquilinos del edificio son bufetes de abogados. Una escultura titulada Miró's Chicago de Joan Miró ocupa un patio entre el Chicago Temple y el George Dunne Cook County Building.